# Bactrocera peninsularis
Bactrocera peninsularis
 es una especie de insecto díptero que Drew y Albany Hancock describieron científicamente por primera vez en 1981. Esta especie pertenece al género Bactrocera de la familia Tephritidae. 